# Catacumba da Via Anapo

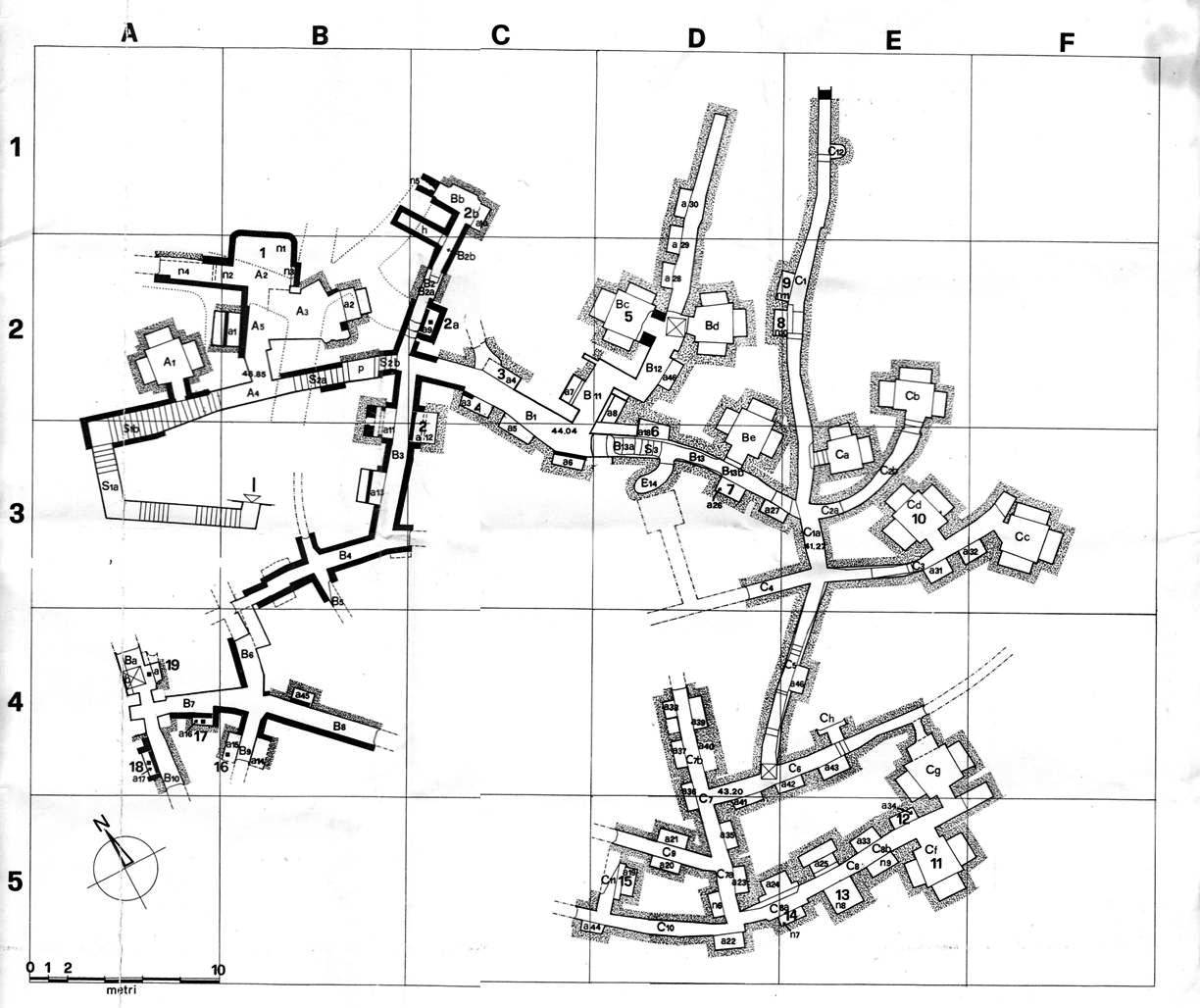
Mapa da catacumba.

Catacumba de Via Anapo é uma catacumba romana localizada na no número 2 da Via Anapo, no quartiere Trieste de Roma, perto da antiga Via Salaria.

## História
A esta catacumba, que remonta ao século III ou IV, foi descoberta em 31 de maio de 1578, quando alguns operários que escavavam o local em busca de pozolana, testemunhou um deslizamento de terra que revelou um cemitério rico em pinturas, inscrições e fragmentos de sarcófagos. No entanto, não foi descoberto no local nenhum corpo, provavelmente por causa das translações de corpos de mártires e santos realizadas no século IX. A catacumba imediatamente se tornou destino de peregrinos, humanistas e filipinos, que, através do culto de tais sepulturas e as pinturas bíblicas recuperadas neste local, reforçavam suas posições católicas no âmbito da disputa travada contra os protestantes no decurso do século XVI.